# Ana María Orozco
Ana María Orozco született: Ana María Orozco Aristizábal (Bogotá, 1973. július 4. –) kolumbiai televíziós színésznő.

## Élete és pályafutása
Luis Fernando Orozco színész lánya. Nővére, Veronica Orozco szintén színésznő. 
Legismertebb szerepe Betty a Betty, a csúnya lány című népszerű kolumbiai telenovellában és annak Betty, a csúnya lány 2. című spin-offjában.
Julián Arango felesége volt, de elváltak. 2005-ben feleségül ment Martín Quaglia, akitől 2004. június 11-én lánya született, Lucrecia. 2010-ben megszületett második lánya, Mia.

## Filmográfia
- 1983 – Pequeños Gigantes
- 1987 – Imagínate
- 1991 – Sangre de lobos
- 1992 – Almas de piedra
- 1993 – La Potra zaina – Magdalena Ahumada
- Señora Isabel
- 1995 – Flor de oro – Anita
- Tiempos difíciles
- 1998 – Perro amor – Verónica Murillo
- 1999 – Betty, a csúnya lány (Yo soy Betty, la fea) – Beatriz Aurora 'Betty' Pinzón Solano (magyar hang: Németh Borbála)
- 2001 – Betty, a csúnya lány 2. (Eco moda) – Beatriz Aurora 'Betty' Pinzon de Mendoza
- 2005 – El Colombian dream – Nicole
- 2006 – Fogtündér kisegér (El Ratón Pérez) – Pilar
- Mujeres Asesinas – Mara
- 2007 – Amas de Casa Desesperadas
- 2012 – Mi problema con las mujeres
- 2014 – Somos Familia

## Fordítás
- Ez a szócikk részben vagy egészben  az   Ana María Orozco című angol Wikipédia-szócikk fordításán alapul.  Az eredeti cikk szerkesztőit annak laptörténete sorolja fel. Ez a jelzés csupán a megfogalmazás eredetét és a szerzői jogokat jelzi, nem szolgál a cikkben szereplő információk forrásmegjelöléseként.